# 电子流行乐
電子流行乐是一种融合了电子和流行风格元素的流行音乐类型。它被描述为合成器流行乐的一种变体，侧重于硬电子声音。该流派发展于20世纪80年代，并在21世纪初再次流行并产生影响。该流派经常与电子乐（electro）类型混淆，电子乐有时也被称为电子流行乐，但它是一个融合了放克和早期嘻哈音乐的独立流派。

## 历史

### 20世纪80年代早期
赶时髦乐队的作曲家马丁·戈尔表示：“对于我们这一代从事电子音乐的人来说，发电站乐队都是教父”。
20世纪80年代初期，日本音乐艺人如黄色魔术交响乐团和坂本龙一、英国艺术家的加里·纽曼、赶时髦、夜半行军乐团、人类联盟合唱团、软细胞合唱团、约翰·福克斯和面容乐队，他们开创了一种新的合成器流行音乐风格，这种风格更多地借鉴了电子音乐，并强调主要使用合成器。
一些引人入胜的新音乐开始传入美国；它被称为电子流行乐，因为电子乐器——主要是合成器和合成鼓——被用来创作流行歌曲。M乐队的《Pop Muzik》就是最早的代表作之一。之后，逐渐积累了有价值的的电子流行音乐唱片，尽管它们仍然大多数只能在摇滚迪斯科舞厅听到。但在1981年，闸门打开了，“新音乐”终于引起了轰动。突破性的歌曲是人类联盟的《你不要我了么？》。——英国狂热：第二次英国入侵，作者：帕克·普特博 ，出自《滚石》，1983年11月

### 21世纪

#### 2000年代
布兰妮·斯皮尔斯极具影响力的第五张录音室专辑《目眩神迷》（2007年）将电子流行音乐推向主流，功不可没。2009年，媒体刊登文章，宣称电子流行音乐新时代的到来，而事实上，几位电子流行音乐艺术家的人气也随之上升。在英国广播公司（BBC）进行的2009年度之声民意调查中，130名音乐专家评选出最优秀的15位艺术家，其中10位属于电子流行乐流派。嘎嘎小姐自2008年发行首张专辑《超人气》以来就取得了巨大的商业成功。音乐作家西蒙·雷诺兹指出，“Gaga的一切都来自电子碰撞风格，除了她的音乐，而她的音乐并不是特别具有20世纪80年代的风格。”激情坑乐队主唱迈克尔·安杰拉科斯（Michael Angelakos）在2009年的一次采访中表示，虽然演奏电子流行音乐并非他的本意，但宿舍生活的限制使得这种音乐类型更容易被接受
2009年，《卫报》援引A&M唱片公司艺人及曲目主管詹姆斯·奥尔德姆的话说：“所有艺人与制作部门都对经理和律师说：‘不要再给我们任何乐队了，因为我们不会与他们签约，他们也不会卖出唱片。’所以，我们所接触到的一切本质上都是电子化的。”

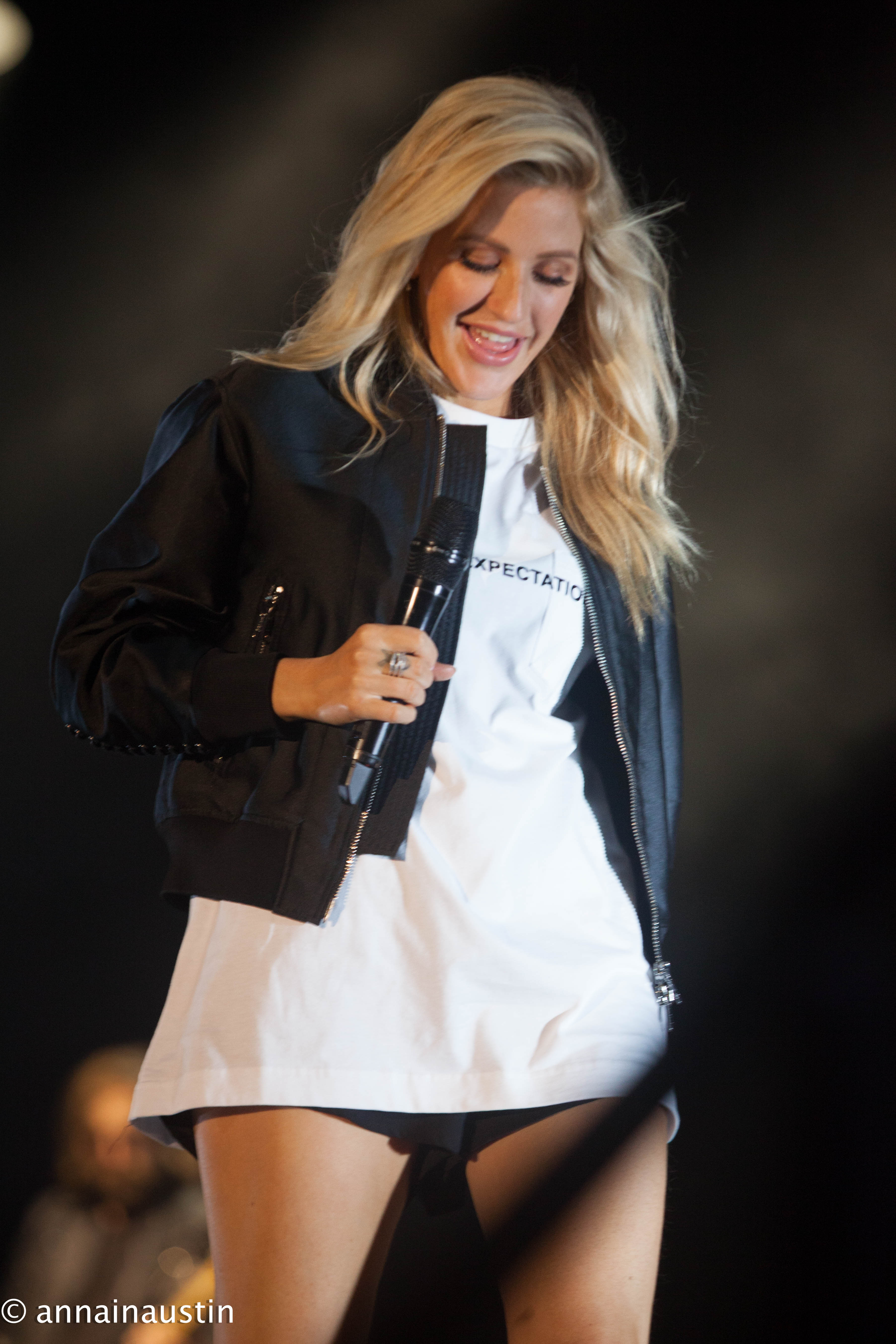
埃莉·古尔丁成为当代电子流行乐坛最知名的人物之一。

#### 2010年代
2010年代，得益于艾维奇、嘎嘎小姐、卡尔文·哈里斯、凱莎、蕾哈娜和捷德等艺术家的成功，电子流行乐的商业知名度有所提升。2010年代初最成功的商业电子流行艺术家之一是创作歌手埃莉·古尔丁。

## 更多阅读
- Howell, M. . The Boston Phoenix. 1982-02-16  [2024-08-02].